# Bert McCaffrey
John Albert McCaffrey, detto Bert (Listowel, 11 aprile 1893 – Toronto, 15 aprile 1955), è stato un hockeista su ghiaccio canadese.

## Palmarès

### Olimpiadi invernali
- Oro a Chamonix-Mont-Blanc 1924 nell'hockey su ghiaccio.